# Георги Генов
Георги Петров Генов е виден български юрист, академик. Професор по международно право в Юридическия факултет на Софийския университет и в Дипломатическо-консулския факултет на Свободния университет за политически и стопански науки (днес УНСС). Бил е ректор на Софийския университет в периода 1937 – 1938 г.

## Биография
Роден е на 15 март 1883 в град Котел, Царство България. Дипломира се в специалност „право“ на Юридическия факултет в Софийския университет през 1912 г. Година по-късно заминава за Рим, а после и Париж, където специализира междудържавно право. Участва като младши експерт в българската делегация за подписване на договора за мир в Ньой през 1919г. Виден деец на Всебългарският съюз "Отец Паисий".
Редовен професор е в Софийския университет от 1930. В периода 1935 – 1945 г. е академик на БАН, но след налагането на комунистическата власт в България, академичната титла му е отнета. Възстановен е като академик през 1991. Професор Генов е бил ръководител на Катедрата по междудържавно и международно частно право в Юридическия факултет за 1930 – 1944 г., а в 1923 – 1925 г., 1923 – 1925, 1929 – 1930) е бил декан на факултета. Ректор е на Софийския университет през 1937 – 1938 и зам.-ректор през 1938 – 1939 г.
Освен в академичните среди, проф. Генов е участвал дейно и в българската политика преди 1945 г. Бил е народен представител в XXIII (1931 – 1934) ОНС. Един от ръководителите е на радикалдемократите в България през 1934 – 1944. След преврата на 9 септември 1944 г. е осъден от Народния съд на седем и половина години затвор и е лишен от право на преподавателска дейност. След освобождаването си от затвора е заточен в провинцията за шест години. Реабилитиран е посмъртно от Народното събрание през 1990.
В Софийския университет и Свободния университет е чел курсове по Междудържавно право, Политическа и дипломатическа история на Източния въпрос и Международно частно право.
Умира през 1967 г.